# Zoysia japonica
El césped japonés (Zoysia japonica) es una especie de césped de la familia Poaceae. Es una de las especies de césped más utilizadas el mundo.

## Taxonomía
Zoysia japonica fue descrita por Ernst Gottlieb von Steudel y publicada en Synopsis Plantarum Glumacearum 1: 414, en 1854.

#### Etimología
Véase: Zoysia
japonica: epíteto geográfico que alude a su localización en Japón.